# A Ranch Romance
A Ranch Romance er en amerikansk stumfilm fra 1914.

## Medvirkende
- Murdock MacQuarrie som Jack Deering
- Agnes Vernon som Kate Preston
- Lon Chaney som Raphael Praz
- Seymour Hastings som John Preston
- Edgar Keller som Don Jose Praz